# رابرت کرزیر
رابرت کرزیر (به انگلیسی: Robert Crozier) سناتور سابق عضو حزب جمهوری‌خواه ایالات متحده آمریکا بود. وی در سال ۱۸۷۳ تا ۱۸۷۴ میلادی سناتور ایالت کانزاس در سنای ایالات متحده آمریکا بود.